# Andrej Alekszandrovics Jakubik
Andrej Alekszandrovics Jakubik, oroszul: Андрей Александрович Якубик (Moszkva, 1950. augusztus 24. –) olimpiai bronzérmes szovjet válogatott orosz labdarúgó, edző.

## Pályafutása

### Klubcsapatban
A Gyinamo Moszkva korosztályos csapatában kezdte a labdarúgást, ahol 1967-ben mutatkozott be az első csapatban. Egy bajnoki címet és két szovjet kupagyőzelmet ért el az együttessel. Tagja volt az 1971–72-es idényben KEK-döntős csapatnak. 1979-ben és 1980–84-ben a Pahtakor Taskent játékosa volt. Közben, 1980-ban ismét a Gyinamo Moszkva labdarúgója volt. A taskenti csapat csatárként az 1982-es idényben a szovjet élvonal gólkirálya lett 23 góllal. 1985-ben a Krasznaja Presznya együttesében fejezte be az aktív labdarúgást.

### A válogatottban
1972-ben két alkalommal szerepelt a szovjet válogatottban. Tagja volt az 1972-es müncheni olimpiai játékokon bronzérmes csapatnak.

### Edzőként
1987-ben a Gyinamo Moszkva ifjúsági csapatán tevékenykedett. 1988–89-ben a Krasznja Presznya vezetőedzője volt.

## Sikerei, díjai
Szovhjetunió
- Olimpiai játékok
  - bronzérmes: 1972, München

 Gyinamo Moszkva
- Szovjet bajnokság
  - bajnok: 1976, tavasz
- Szovjet kupa
  - győztes (2): 1970, 1977
- Kupagyőztesek Európa-kupája (KEK)
  - döntős: 1971–72

 Pahtakor Taskent
- Szovjet bajnokság
  - gólkirály: 1982 (23 gól)